# Inside (2023)
Inside ist ein Spielfilm von Vasilis Katsoupis aus dem Jahr 2023. Die Hauptrolle in dem Psychothriller um einen gefangenen Kunstdieb übernahm Willem Dafoe.
Die Premiere der europäischen Koproduktion zwischen Griechenland, Deutschland und Belgien erfolgte im Februar 2023 bei der 73. Berlinale.

## Handlung
Der Kunstdieb Nemo bricht mit Hilfe eines Helikopters in ein mondänes New Yorker Penthouse ein. Er will fünf Gemälde von Egon Schiele stehlen. Der geplante Raub misslingt jedoch, da er das Selbstporträt, das normalerweise im Schlafzimmer hängt, nicht finden kann. Nemo wird durch das kurzzeitig lahmgelegte High-End-Sicherheitssystem festgesetzt. Umgeben von nichts als unbezahlbaren Kunstwerken, muss er ums Überleben kämpfen. Die Beschädigung des intelligenten Systems verschlimmert seine Lage nur noch. Der Kontakt zu seinem Komplizen bricht ab, jedoch scheint niemand über seinen Einbruch alarmiert zu werden. Allein über die Monitore der Überwachungskamera hat Nemo Zugang zur Außenwelt. Außer leeren Fluren und dem Pförtner erblickt er nur gelegentlich eine Putzfrau. Sein Aufenthalt in dem unbewohnten Penthouse dehnt sich über Monate aus. In der Folge stößt er körperlich und emotional an seine Grenzen.

## Hintergrund
Inside ist das Spielfilmdebüt des griechischen Dokumentarfilmregisseurs Vasilis Katsoupis. Das Drehbuch verfasste der Brite Ben Hopkins auf Basis einer Idee von Katsoupis. Für die Hauptrolle wurde der US-amerikanische Schauspieler Willem Dafoe verpflichtet.
Für die Dreharbeiten wurde ein 800 Quadratmeter großer Wohnraum im Filmstudio in Köln aufgebaut. Als schwierig bei der Vorbereitung des Films gestaltete sich die Auswahl und Beschaffung der Kunstwerke, die im Film eine wichtige Rolle spielen; für den Regisseur symbolisieren sie die Anwesenheit des Wohnungsbesitzers. Bei der Auswahl wurde ein Kunstfachmann konsultiert.

## Veröffentlichung

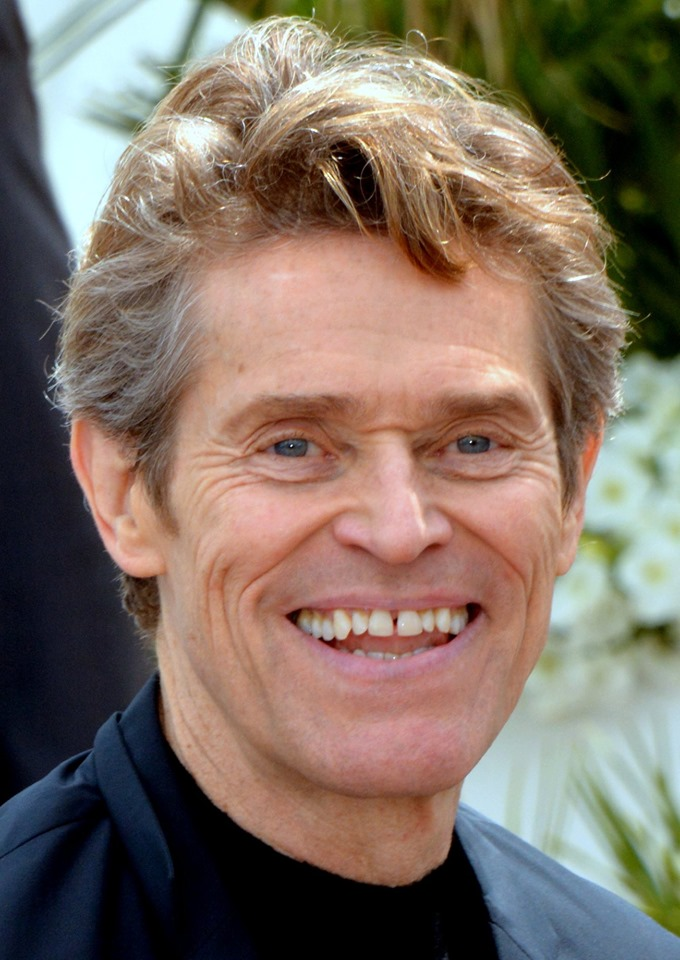
Hauptdarsteller Willem Dafoe

Ein Trailer wurde im November 2022 veröffentlicht.
Die Uraufführung von Inside war am 20. Februar 2023 bei den Internationalen Filmfestspielen Berlin in der Sektion Panorama.
Ein regulärer Kinostart in den USA war am 17. März 2023 und erfolgte dort durch den Verleih von Focus Features. In Deutschland kam der Film am 16. März, in Griechenland am 9. März 2023 in die Kinos.

## Auszeichnungen
Im Rahmen der Aufführung auf der Berlinale ist der Film für den Panorama Publikumspreis nominiert.

## Rezeption
Der Kritiken-Aggregator Rotten Tomatoes weist auf Basis von 116 Kritiken einen Anteil von 62 % positiven Kritiken bei einer durchschnittlichen Bewertung von 6/10 aus.
Das Fazit lautet: 

„‚Inside‘ mag ein One-Note-Drama sein, das an einen Härtetest grenzt, aber Willem Dafoe hat es in sich, was schön ist.“